# Monte Curral

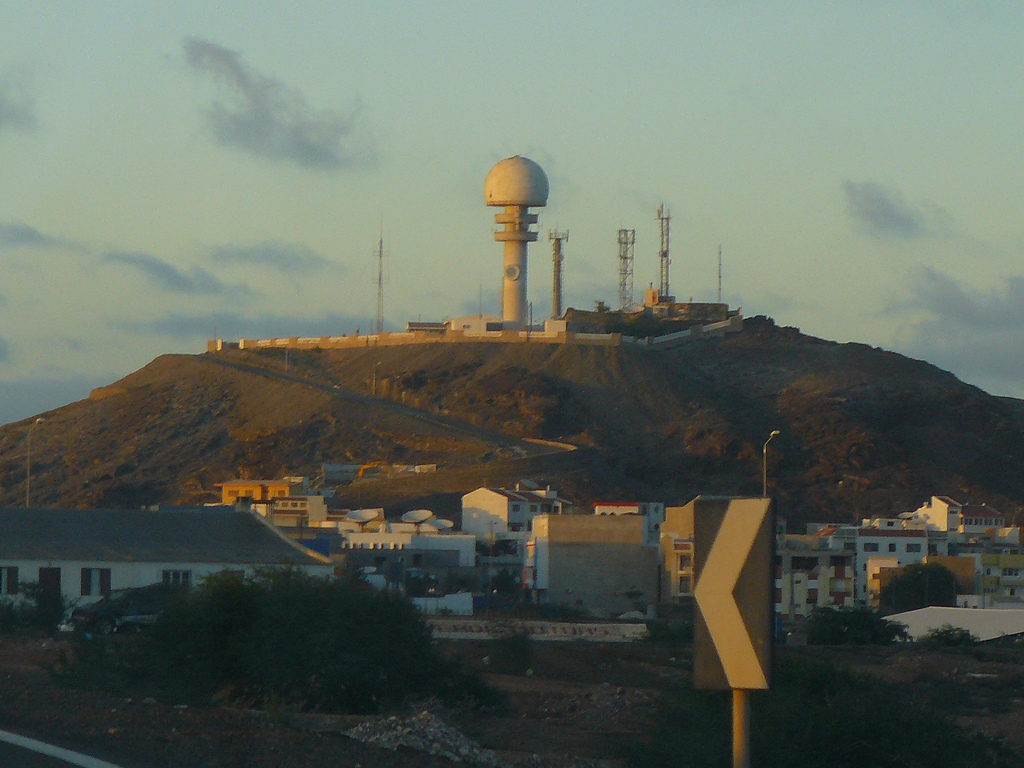
Monte Curral mit dem Flughafen-Kontrollturm

Monte Curral ist ein Hügel in der Stadt Espargos auf der Insel Sal, Kap Verde. Er erhebt sich auf eine Höhe von 109 m. Auf dem Gipfel gibt es einen Flughafenkontrollturm für den nahegelegenen Amílcar Cabral International Airport sowie verschiedene Fernmeldemasten.

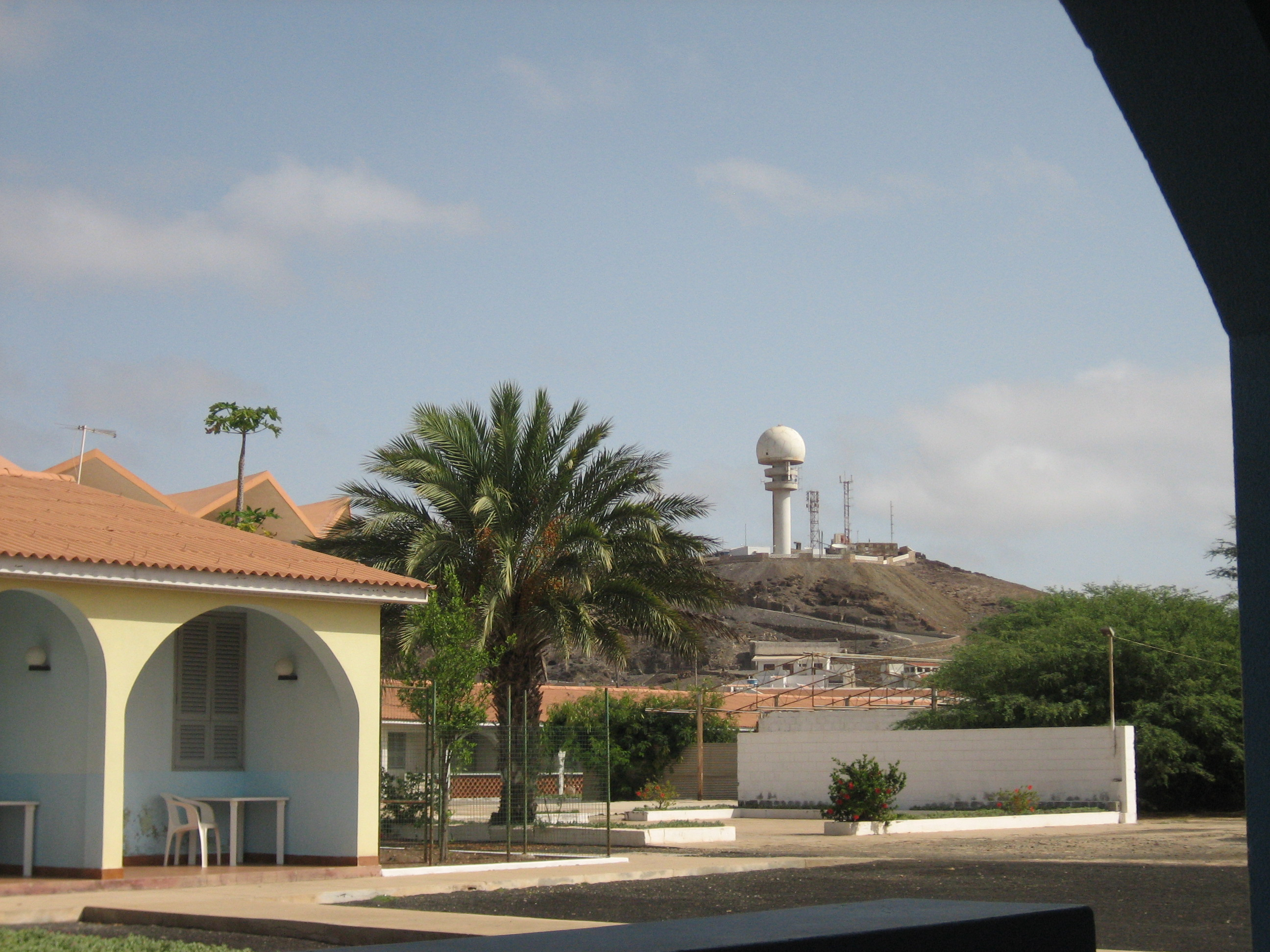
Monte Curral mit den Transmittern und dem Traffic Control Tower